# Schistogyne decaisneana
Schistogyne decaisneana là một loài thực vật có hoa trong họ La bố ma. Loài này được H. Karst. miêu tả khoa học đầu tiên năm 1866.